# Nuestra Belleza México 2003
Nuestra Belleza México 2003 fue la 10.ª edición del certamen Nuestra Belleza México la cual se realizó en el Palacio del Arte de la ciudad de Morelia, Michoacán el viernes 5 de septiembre de 2003. Treinta y ocho candidatas de toda la República Mexicana compitieron por el título nacional, el cual fue ganado por Rosalva Luna de Sinaloa quien compitió en Miss Universo 2004 en Ecuador logrando colocarse dentro del Top 15. Luna fue coronada por la Nuestra Belleza México saliente Marisol González convirtiéndose en la sexta sinaloense en ir a Miss Universo.
El título de Nuestra Belleza Mundo México 2003-04 fue ganado por Yessica Ramírez de Baja California quien compitió en Miss Mundo 2004 en China logrando solocarse dentro del Top 15. Ramírez fue coronada por la Nuestra Belleza Mundo México saliente Blanca Zumárraga, convirtiéndose en la segunda bajacaliforniana en ir a Miss Mundo.
Este año se instituye el reconocimiento "Corona al Mérito", el cual se otorgaría cada año a una reina o ex-reina de Nuestra Belleza México, que por su labor y/o trayectoria dignifique los valores humanos y sobre todo la imagen de la mujer mexicana en el país y en el mundo, con el firme propósito de motivarlas a superarse día a día. 
La primera ganadora del premio "Corona al Mérito" fue para Carolina Salinas Nuestra Belleza Nuevo León 2002 y Miss Expo World 2002 por su destacada trayectoria como reina de belleza y coordinadora estatal.
Este año también se empieza a hacer una preselección de sólo 20 reinas estatales para la final nacional el cual se lleva a cabo dentro de la etapa semifinal del concurso en la Ciudad de México.
A finales del 2003 se hizo oficial la designación de Brisseida Moya de Nuevo León como representante del país en el Reinado Internacional del Café 2004 en Colombia logrando colocarse dentro del Top 10. A inicios del 2006 se hizo oficial la designación de Marisol Rojas de Yucatán rumbo a Miss Costa Maya International 2004 en Belice logrando obtener la corona para el país.

## Resultados
| Posición                             | Candidata |
| Nuestra Belleza México 2003          | - Sinaloa - Rosalva Luna |
| Nuestra Belleza Mundo México 2003-04 | - Baja California - Yessica Ramírez |
| 1.ª Finalista                        | - Nuevo León - Alejandra Villanueva |
| 2.ª Finalista                        | - Durango - Jiapsi Bojórquez |
| 3.ª Finalista                        | - Distrito Federal - Paulina Michelle |
| Top 10                               | - Aguascalientes - Liliana Bejarano - Guanajuato - Rubí Valdés - Nuevo León - Alejandra Arredondo - Sonora - Amada Castillo - Zacatecas - Cecilia Magallanes |
| Top 20                               | - Chihuahua - Zuszeth Luna - Estado de México - Priscilla Bustillos - Jalisco - Ariadna Muro - Michoacán - Yaminah Márquez - Nuevo León - Brisseida Moya - Puebla - Loreli Cázares - Sonora - Laura Almada - Tamaulipas - Alejandra Celis - Tamaulipas - Yadira Patiño - Yucatán - Marisol Rojas |

### Semifinal
Por primer año, la competencia preliminar fue realizada en el programa "Hoy" unos días antes de la competencia final. Previo al final del evento, todas las candidatas compitieron en traje de baño y expresión corporal como parte de la selección de las 20 candidatas quienes serían el top 20. El nombre de las 20 concursantes que formaron parte del Top 20 fue revelado al final de la competencia semifinal, estás 20 semifinalistas viajaron al estado sede para la competencia final. La conducción del evento estuvo a cargo de Andrea Legarreta y Ernesto Laguardia, mientras que la parte musical estuvo a cargo de Belinda.

#### Jurado Preliminar
Estos son los miembros del jurado preliminar, que eligieron a las 20 semifinalistas durante la competencia semifinal, luego de ver a las candidatas en pasarela:
- Liliana Abud - Escritora y actriz de televisión
- Mara Patricia Castañeda - Conductora de televisión
- Lourdes Lusage
- Mauricio Peña
- Mario de la Regera
- Adriana César
- Francisco Mendoza
- Ángel Papadopolus - Cirujano plástico
- Willy Graw
- José Luis Reséndez - El Modelo México 2003

### Final
La gala final fue transmitida en vivo a través del Canal de las Estrellas para todo México desde el Teatro Tangamanga de la ciudad de San Luis Potosí, San Luis Potosí el domingo 10 de septiembre de 2004. La conducción del evento estuvo a cargo de Silvia Salgado y Ernesto Laguardia.
- Las 20 semifinalistas desfilaron en una ronda de autopresentación, donde salieron de la competencia 10 de ellas.
- Las 10 semifinalistas desfilaron en traje de baño y vestido de noche, posteriormente 5 de ellas fueron eliminadas.
- Las 5 finalistas se sometieron a una pregunta final y posteriormente dieron una última pasarela, donde el panel de jueces consideró la impresión general que dejó cada una de las finalistas para votar y definir posiciones finales.

#### Jurado Final
Estos son los miembros del jurado que evaluaron a las concursantes:
- Joss Ifergan - Estilista
- Ángel Papadopolus - Cirujano plástico
- Cristina Pineda - Diseñadora de moda
- Guillermo Rojas - Piloto de carreras
- Tatiana Rodríguez - Nuestra Belleza Mundo México 2001
- Ana Margara Rodríguez - Modelo profesional
- Jan - Cantante y actor de televisión
- Gabriela Goldsmith - Actriz de televisión
- René Casados - Actor & conductor de televisión'

#### Entretenimiento
- Intermedio: Benny Ibarra interpretando "Vives en Mí" e "Inspiración"
- Intermedio: Marco Antonio Solis interpretando "Tu Amor o tu Desprecio"

### Premios Especiales
| Premio                    | Candidata                           |
| Nuestra Belleza Fotogenia | - Zacatecas - Cecilia Magallanes    |
| Nuestra Belleza Internet  | - Sinaloa - Rosalva Luna            |
| Reina de Belleza Fuller   | - Nuevo León - Alejandra Villanueva |
| Figura Lala Light         | - Nuevo León - Alejandra Arredondo  |
| Mejor Traje Típico        | - Sinaloa - "Riqueza Sinaloense"    |

## Candidatas
| Estado              | Candidata                         | Edad | Estatura | Residencia         |
| Aguascalientes      | Liliana Leticia Bejarano González | 22   | 1.76     | Aguascalientes     |
| Baja California     | Yessica Guadalupe Ramírez Meza    | 21   | 1.83     | Tijuana            |
| Baja California Sur | Gabriela Berenice Martínez Cota   | 19   | 1.79     | La Paz             |
| Chihuahua           | Zuszeth Luna González             | 23   | 1.74     | Ciudad Juárez      |
| Chihuahua           | Karla Becerra Armigo              | 21   | 1.77     | Ciudad Juárez      |
| Colima              | Karina Gutiérrez Verduzco         | 20   | 1.75     | Colima             |
| Distrito Federal    | Paulina Michelle Alatorre         | 22   | 1.80     | Ciudad de México   |
| Durango             | Jiapsi Paola Bojórquez Martínez   | 20   | 1.73     | Durango            |
| Durango             | Karla María Ayala Ortiz           | 22   | 1.72     | Durango            |
| Estado de México    | Priscila Bustillos Larrañaga      | 22   | 1.78     | Toluca             |
| Guanajuato          | Rubí Valdés Silva                 | 21   | 1.73     | León               |
| Guanajuato          | Esther Alejandra Córdova Toscano  | 21   | 1.74     | León               |
| Guanajuato          | Norma González Barrón             | 22   | 1.75     | León               |
| Guerrero            | Lilián Cepeda Martínez            | 21   | 1.68     | Iguala             |
| Jalisco             | Ariadna Itzel Muro Esquivel       | 22   | 1.72     | Guadalajara        |
| Jalisco             | Gladys Anaya Martín               | 20   | 1.77     | San Miguel el Alto |
| Jalisco             | Paola Topete Vela                 | 21   | 1.70     | Guadalajara        |
| Michoacán           | Yaminah Márquez Pérez             | 21   | 1.73     | Yurécuaro          |
| Morelos             | Yolanda Leal Tenorio              | 21   | 1.76     | Cuernavaca         |
| Nayarit             | Alejandra del Río López           | 20   | 1.70     | Tepic              |
| Nuevo León          | Alejandra Villanueva Campos       | 20   | 1.70     | Monterrey          |
| Nuevo León          | Alejandra Arredondo Méndez        | 22   | 1.74     | Monterrey          |
| Nuevo León          | Brisseida Myrella Moya Leal       | 19   | 1.83     | Santiago           |
| Puebla              | Beatriz Herrero Sin               | 20   | 1.70     | Tehuacán           |
| Puebla              | Lorelí Cázares Zaragoza           | 23   | 1.73     | Puebla             |
| Querétaro           | Ivonne Obando González            | 20   | 1.70     | Querétaro          |
| Querétaro           | Grisel Franco Rivera              | 20   | 1.79     | Querétaro          |
| Quintana Roo        | Maritza López Morales             | 22   | 1.71     | Chetumal           |
| Sinaloa             | Rosalva Yazmín Luna Ruíz          | 21   | 1.76     | Los Mochis         |
| Sonora              | Laura Almada Ibarra               | 21   | 1.73     | Navojoa            |
| Sonora              | Amada Castillo López              | 20   | 1.76     | Hermosillo         |
| Tamaulipas          | Alejandra Celis Renero            | 22   | 1.75     | Ciudad Victoria    |
| Tamaulipas          | Yadira Patiño Cardoso             | 22   | 1.75     | Matamoros          |
| Tlaxcala            | Renata Medina Soto                | 22   | 1.75     | Tlaxcala           |
| Veracruz            | Ana Paola Pantoja Pola            | 21   | 1.75     | Veracruz           |
| Yucatán             | Marisol Rojas Ávila               | 20   | 1.70     | Mérida             |
| Zacatecas           | Cecilia Magallanes López          | 20   | 1.76     | Zacatecas          |
| Zacatecas           | Mariana Delgado Osuna             | 20   | 1.72     | Zacatecas          |

## Sobre los Estados en Nuestra Belleza México 2003

### Estados designados a la competencia
| - Chihuahua - Karla Becerra - Durango - Karla Ayala - Guanajuato - Alejandra Córdova - Guanajuato - Norma González - Jalisco - Gladys Anaya - Jalisco - Paola Topete - Nuevo León - Alejandra Arredondo | - Nuevo León - Brisseida Moya - Puebla - Lorelí Cázares - Querétaro - Grisel Franco - Sonora - Amada Castillo - Tamaulipas - Yadira Patiño - Zacatecas - Cecilia Magallanes |

### Estados que se retiran de la competencia
- Campeche
- Chiapas
- Coahuila
- San Luis Potosí
- Tabasco

### Estados que regresan a la competencia
- Compitieron por última vez en 1999:
  -  Guerrero

- Compitieron por última vez en 2001:
  -  Baja California Sur
  -  Estado de México

## Crossovers
| Miss Universo - 2004: Sinaloa - Rosalva Luna (Top 15) Miss Mundo - 2004: Baja California - Yessica Ramírez (Top 15) Miss Intercontinental - 2008: Tamaulipas - Yadira Patiño (Top 15) Miss Tourism Queen International - 2007: Tamaulipas - Yadira Patiño Miss América Latina - 2008: Tamaulipas - Yadira Patiño (Top 12) Miss Atlántico Internacional - 2008: Tamaulipas - Yadira Patiño Miss Woman Beauty Contest - 2023: Jalisco - Ariadna Muro (Ganadora) Reinado Internacional del Café - 2004: Nuevo León - Brisseida Moya (Top 10) Miss Costa Maya International - 2004: Yucatán - Marisol Rojas (Ganadora) Miss Pacific of the World - 2007: Guanajuato - Norma González (Ganadora) Miss Expo World - 2003: Guanajuato - Norma González Miss Teen Mayan World - 2003: Guanajuato - Alejandra Córdova (2ª Finalista) Expo Models Fashion - 2005: Guanajuato - Alejandra Córdova (Ganadora) Miss Universe Mexico - 2024: Jalisco - Ariadna Muro (Top 10) - Representando a Com. Internacional Modelo Fashion México - 2005: Guanajuato - Alejandra Córdova (Ganadora) Nuestra Belleza Chihuahua - 2003: Chihuahua - Karla Becerra (1ª Finalista) | Nuestra Belleza Durango - 2003: Durango - Karla Ayala (1ª Finalista) Nuestra Belleza Guanajuato - 2003: Guanajuato - Alejandra Córdova (Top 3) - 2003: Guanajuato - Norma González (Top 3) Nuestra Belleza Jalisco - 2003: Jalisco - Gladys Anaya (Top 3) - 2003: Jalisco - Paola Topete (Top 3) Nuestra Belleza Nuevo León - 2003: Nuevo León - Alejandra Arredondo (Top 3) - 2003: Nuevo León - Brisseida Moya (Top 3) Nuestra Belleza Puebla - 2003: Puebla - Lorelí Cázares (1ª Finalista) Nuestra Belleza Sonora - 2003: Sonora - Amanda Castillo (1ª Finalista) Nuestra Belleza Tamaulipas - 2003: Tamaulipas - Yadira Patiño (1ª Finalista) Nuestra Belleza Zacatecas - 2003: Zacatecas - Mariana Delgado (1ª Finalista) Miss Universe Comunidad Internacional - 2024: Jalisco - Ariadna Muro (Designada) Miss Universe Italy - Veneto - 2024: Jalisco - Ariadna Muro (Finalista) Reina de la Ciudad de Durango - 2002: Durango - Jiapsi Bojórquez (Ganadora) Señorita Turismo Región de los Altos - 2000: Jalisco - Gladys Anaya (1ª Finalista) Señorita San Miguel el Alto - 2000: Jalisco - Gladys Anaya (Ganadora) Señorita Turismo Durango - 2003: Durango - Karla Ayala Señorita Tecnológico - 2000: Durango - Karla Ayala (Ganadora) |